# Кантакузино, Ион

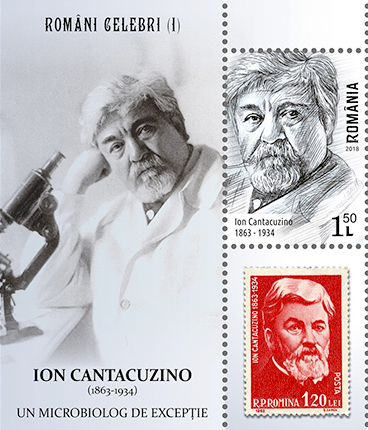
Изображение И. Кантакузино на почтовой марке Румынии. 2018

Ион (Йон) Кантакузино (рум. Ion Cantacuzino; 25 ноября 1863, Румыния — 14 января 1934, там же) — румынский врач и бактериолог, министр здравоохранения Румынии, член Румынской академии.

## Биография
Родился Йон Кантакузино в 1863 году в Бухаресте, Румыния. После окончания школы решил поступать в Парижский университет и успешно окончил его. Являлся учеником И.И. Мечникова, где под его руководством работал в лаборатории, который оказал широкое влияние на направление исследований Иона Кантакузино. В 1894 году защитил докторскую диссертацию о холерном вибрионе и иммунитете при холере, и в том же самом году переезжает в Румынию и становится профессором Ясского университета, занимал эту должность до 1896 года. В 1896 году, оставшись без работы вновь переезжает в Париж по приглашению И.И.Мечникова, и до 1901 года вновь работал в его лаборатории в Институте Пастера. В 1901 году вновь переезжает в Румынию и становится заведующим кафедрой экспериментальной медицины Бухарестского университета. В конце 1910-х годов основал, а с 1921 года возглавил в Румынии институт бактериологии и иммунологии человека. Данную должность Йон занимал до смерти.

### Открытие
В 1933 году Йон Кантакузино основал в Румынии Противотуберкулёзную лигу.

### Политическая деятельность
Йон Кантакузино занимал должность Министра Здравоохранения Румынии.

### Смерть
Скончался Йон Кантакузино в 1934 году в Румынии.

## Увековечение памяти
- Институту бактериологии и иммунологии человека, который он создал, было присвоено имя Йона Кантакузино.

## Научные работы
Основные научные работы посвящены разработке методов предупреждения и лечения инфекционных заболеваний, в первую очередь туберкулёза и холеры. Йон Кантакузино — автор 130 научных работ. Ряд работ посвящены сравнительной иммунологии.
- Предложил противотуберкулёзную вакцину, которая могла бы применяться наряду с реакцией «Манту».
- Изучал иммунитет насекомых.
- Обнаружил антитела у морских беспозвоночных и усиление фагоцитоза при их иммунизации.
- Находясь на посту Министра Здравоохранения Румынии, он вместе с его сподвижниками создал сеть местных лабораторий микробиологии и гигиены.

## Членство в обществах
- Почётный доктор многих университетов.
- Член Французской и Королевской бельгийской медицинских академий, а также ряда научных обществ.